# Louis-Jules Mancini-Mazarini
Louis-Jules Mancini-Mazarini, książę Nivernais (ur. 16 grudnia 1716 w Paryżu, zm. 25 lutego 1798 tamże) – francuski dyplomata i pisarz.

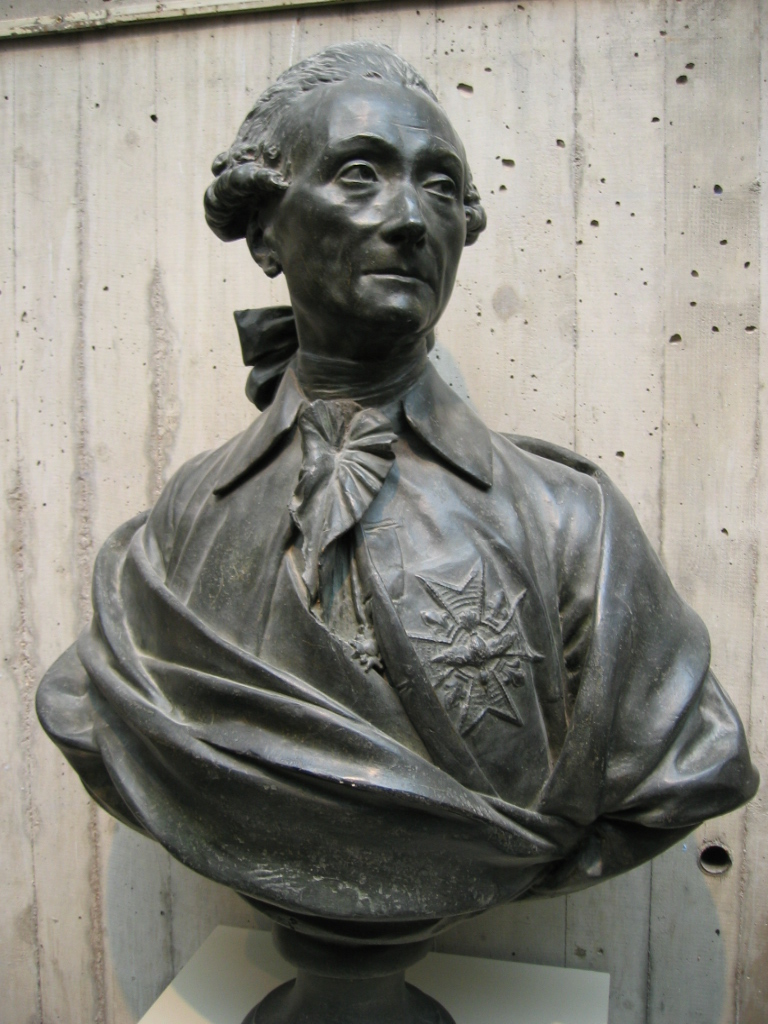
Louis-Jules Mancini-Mazarini - rzeźba dłuta Houdona z ok. 1780 – Musée des Beaux-Arts et d'archéologie w Besançon

Syn Philippe-Jules-François, księcia Nevers i Marii Anny Spinoli, jego dziadkiem ciotecznym był kardynał Jules Mazarin. Kształcił się w Paryżu w Collège Louis le Grand. W wieku 14 lat ożenił się z Hélène Françoise Angélique Phélypeaux de Pontchartrain (1715–1781), córką Jérôme de Phélypeaux. Miał z nią dwoje dzieci zmarłych w dzieciństwie oraz dwie córki:
- Hélène Julie Rosalie (1740–1780), żonę Louis-Marie Foucquet, hrabiego Gisors, potem Louis-Camille de Lorraine-Marsan,
- Adélaïde Diane Hortense Délie (1742–1808), żonę księcia Louis-Hercule de Cossé-Brissac.

Owdowiawszy, ożenił się ponownie w 1782 z Marie-Thérèse de Brancas, córką markiza Céreste, która zmarła kilka miesięcy później.
Służył w kampaniach wojennych we Włoszech (1733) i Czechach (1740), lecz musiał rzucić wojaczkę z powodu słabego zdrowia. Był ambasadorem w Rzymie (1748–1752), Berlinie (1755–1756) i Londynie, gdzie negocjował pokój paryski (10 lutego 1763). Od 1787 do 1789 był członkiem rady stanu. Nie wyemigrował podczas rewolucji, został okradziony przez rewolucjonistów i w końcu uwięziony w roku 1793. Odzyskał wolność po upadku Robespierre'a, i zmarł w Paryżu 25 lutego 1798 roku.
W roku 1743 Akademia Francuska przyjęła go w swe szeregi za poemat Délie, a od roku 1763 zajmował się zazwyczaj administrowaniem Księstwa Nevers i beletrystyką. Pisał wiele i z dużą łatwością. Za najlepsze uchodzą jego bajki. Dzieła zebrane (Œuvres complètes) opublikowano w Paryżu w 1796. Z kolei jego Œuvres posthumes wyniósł z Paryża François de Neufchâteau w 1807. Korespondencja Manciniego (Correspondance secrète) została wydana w Paryżu przez dom wydawniczy Lescure w 1866 r.